# 上鼓室動脈
上鼓室動脈（じょうこしつどうみゃく）は、頭頸部の動脈の一つ。中硬膜動脈の枝で、頭蓋骨の中に入り、鼓膜張筋へと向かい、鼓膜張筋と、通り道の管の内膜に栄養を供給する。茎乳突孔動脈と吻合する。